# Cratere Homshuk
Homshuk  è un cratere sulla superficie di Cerere.